# Louis Armstrong
Louis Daniel Armstrong (Nova Orleans, 4 de agosto de 1901 — Queens, 6 de julho de 1971), apelidado "Satchmo", "Satch" e "Pops", foi um músico e vocalista americano. Ele é considerado uma das figuras mais influentes e importantes do jazz, com uma longa carreira de cinco décadas, sendo notório por suas habilidades como trompetista, cornetista, saxofonista.

## Infância e adolescência
Armstrong nasceu numa família muito pobre. Passou a sua juventude na pobreza num bairro de Nova Orleans, conhecido como "as costas da cidade". O seu pai, William Armstrong, abandonou a família quando Louis ainda era criança e casou-se com outra mulher. A sua mãe, Mary Albert Armstrong, deixou Louis com a sua tia, o seu tio e a sua avó. Aos cinco anos ele voltou a viver com a sua mãe e via o pai muito raramente. Ele esteve na Fisk School for Boys onde pela primeira vez entrou em contacto com a música. Levou algum dinheiro para casa como entrega-jornais e sapateiro ambulante. Contudo, isso não era suficiente para manter a sua mãe longe da prostituição. Passou a entrar sorrateiramente em bares de música perto de sua casa para ouvir e ver os cantores.
Conheceu dias muito difíceis, e olhava para a sua juventude como o pior momento da sua vida e, por vezes, até retirava inspiração dela: "Every time I close my eyes blowing that trumpet of mine, I look right in the heart of good old New Orleans...It has given me something to live for." ("Todas as vezes que eu fecho os meus olhos tocando aquele meu trompete, eu olho logo no coração da boa velha Nova Orleans... Ela deu-me algo pelo que viver.")
Conseguiu comprar um trompete, com dinheiro emprestado de uma família imigrante russo-judaica, os Karnofskys que, até ao final da sua vida, considerou como membros da família visto que cuidaram dele vários dias e noites, enquanto a sua mãe trabalhava. Por essa razão, Louis usou uma Estrela de David pelo resto de sua vida.
Após sair da Fisk School aos 11 anos, Armstrong formou um quarteto que tocava na rua para ganhar algum dinheiro e por esta altura também começou a meter-se em sarilhos.
O tocador de corneta Bunk Johnson ensinou-o a tocar de ouvido no "Dago Tony's Tonk" em Nova Orleans, apesar de Louis ter dado crédito a um músico chamado Oliver nos anos seguintes. Armstrong desenvolveu fortemente a sua maneira de tocar trompete na banda da instituição "New Orleans Home for Colored Waifs", para onde foi enviado aos 11 anos por ter disparado uma pistola na rua durante uma celebração de Ano Novo, tendo sido sentenciado a 18 meses de reclusão. O professor Peter Davis instalou disciplina e providenciou educação musical ao rapaz. Eventualmente, Davis fez Armstrong o líder da banda.
A "Home" tocou por toda Nova Orleans e o rapaz de 13 anos passou a chamar atenção pelo modo como tocava trompete, começando uma nova carreira musical. Aos 14 anos ele saiu da banda e viveu com o seu pai e a nova madrasta, depois com a sua mãe e as ruas. Armstrong ganhou o seu primeiro emprego noturno no Henry Ponce's, onde Black Benny se tornou o seu protector e tutor. Queimava carvão na fábrica de dia e tocava trompete à noite.
Ele tocou frequentemente nas Brass Band Parades e ouviu os músicos mais velhos sempre que podia, aprendendo com Bunk Johnson, Buddy Petit, Kid Ory e, acima de tudo, com Joe "King" Oliver, que atuou como mentor e figura paternal para o jovem músico. Mais tarde, ele tocou nos riverboats de Nova Orleans, trabalhando com Fate Marable subindo e descendo o Mississipi. Ele descreveu o tempo passado com Marable como "indo para a universidade", o que lhe proporcionou uma experiência única.

## Carreira

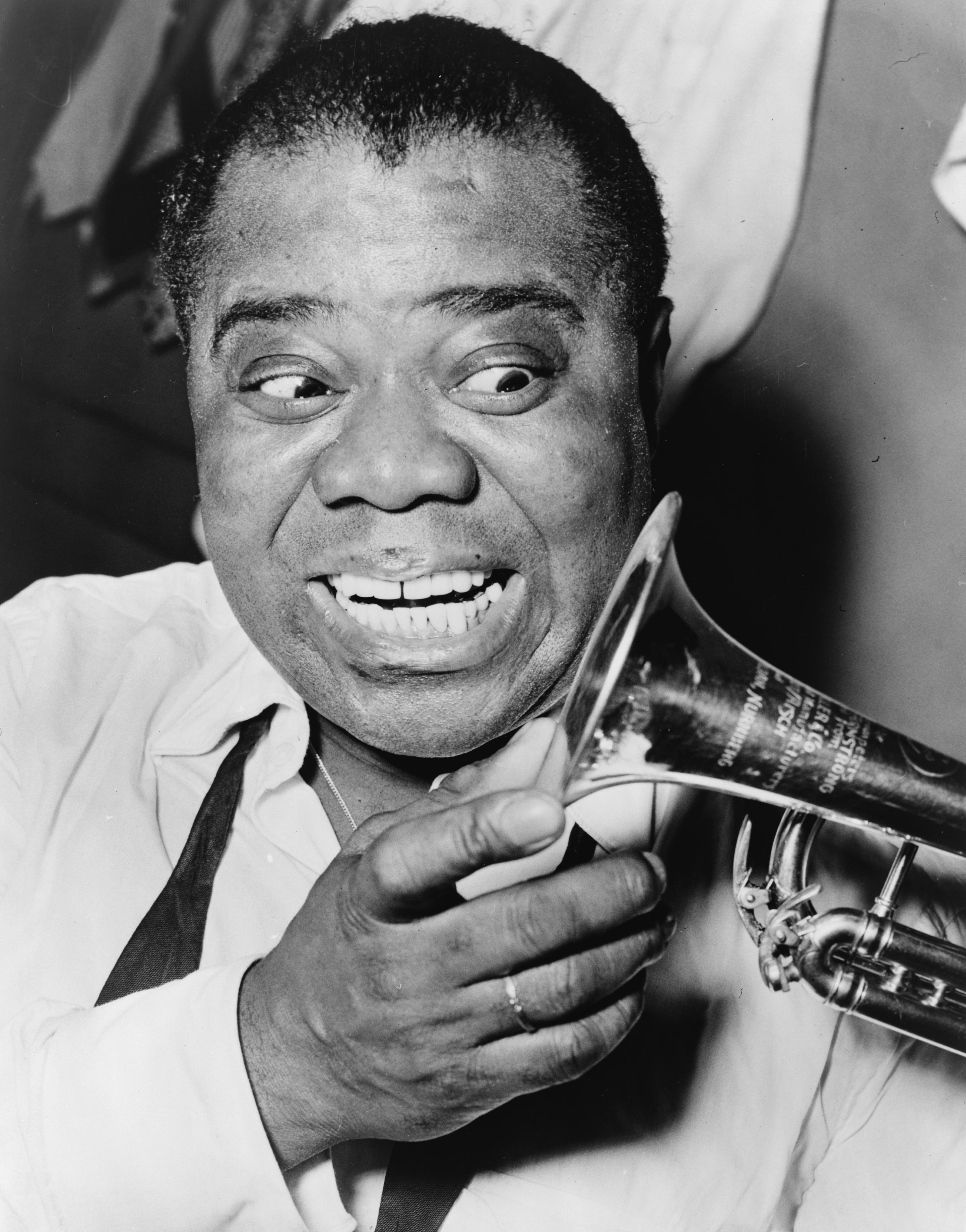
Armstrong em 1953

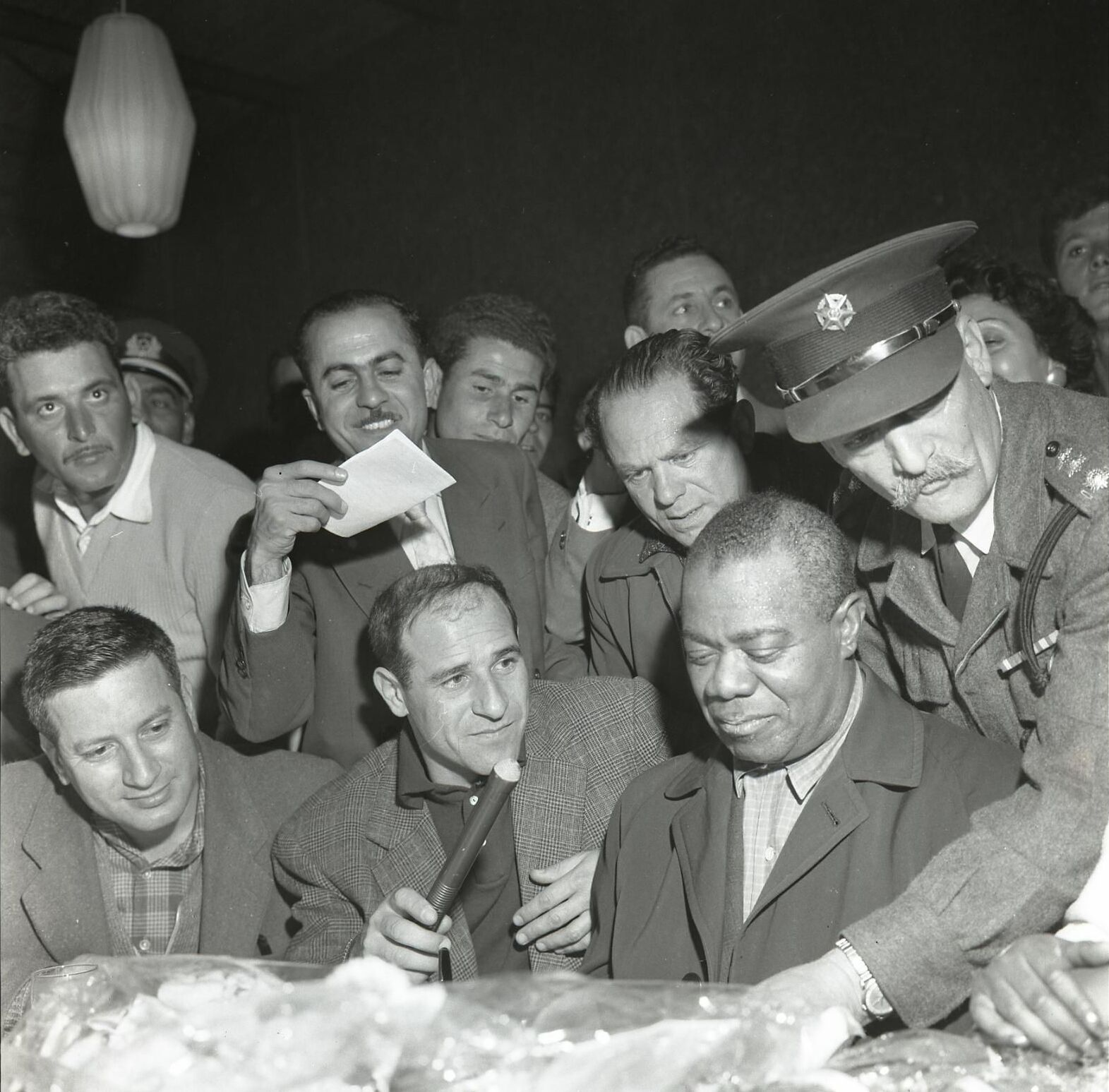
Armstrong em 1959, em Israel

Em 19 de março de 1918, Satchmo (a alcunha de Armstrong) desposou Daisy Parker de Gretna, Louisiana. Eles adotaram uma criança de 3 anos, Clarence Armstrong, cuja mãe, a prima de Louis, Flora, morrera no parto. Clarence Armstrong era doente mental (resultado de uma pancada em tenra idade) e Louis passaria o resto da sua vida a tomar conta dela. Louis divorciou-se de Daisy e pouco depois, esta faleceu.
Durante as suas experiências nos riverboats, a música de Armstrong começou a amadurecer. Aos vinte anos, já conseguia ler partituras e começou a tocar grandes e prolongados solos de trompete, sendo um dos primeiros jazzmen a fazê-lo e introduzindo a sua personalidade e estilo nos seus solo turns. Ele acabara de aprender como criar um som único e começara a cantar nas suas performances. Em 1922, Armstrong foi para Chicago a convite de Joe "King" Oliver para se juntar à sua "Creole Jazz Band" onde ganhava o suficiente sem ter de atuar nos velhos clubes noturnos. Chicago, a cidade do vento, estava povoada de muitos negros que, após trabalharem nas fábricas, tinham algum dinheiro para gastar numa ida ao bar.
Armstrong viveu em Chicago no seu próprio apartamento no qual possuía um banheiro (o primeiro de sua vida). Entusiasmado de se encontrar nesta cidade, começou a escrever cartas nostálgicas aos seus amigos de Nova Orleães. À medida que a carreira de Armstrong crescia, ele era desafiado a participar de "cutting contests" (competições nas quais um músico tenta roubar o emprego do outro tocando melhor do que ele) por homens que tentavam acabar com o novo fenômeno. No entanto, todos falhavam. Armstrong fez as suas primeiras gravações nas gravadoras Gennett e Okeh (os recordes de jazz estavam a começar a rebentar por todo o país), incluindo alguns solos e breaks, enquanto segundo trompete na banda de Oliver em 1923. Por esta altura, ele conheceu Hoagy Carmichael (com quem ele colaboraria depois) que foi introduzida por Bix Beiderbecke, seu amigo, que agora possuía a sua "Chicago band".
A sua segunda mulher, a pianista Lil Hardin Armstrong, fez com que Armstrong desenvolvesse o seu novo estilo afastado de Oliver. Ela convenceu o seu marido a tocar música clássica nas igrejas para aperfeiçoar o seu estilo e a experimentar a tocar sem banda e em coral religioso. A influência de Lil determinou eventualmente a relação entre Armstrong e o seu mentor, especialmente nas questões do salário e dos adicionais que Oliver escondia dele e dos outros membros da banda. A banda desfez-se em 1924 e Armstrong foi convidado a ir à cidade de Nova Iorque para tocar com a Fletcher Henderson Orchestra, a banda Américo-Africana de mais sucesso naquele período. Louis aprendeu como tocar em orquestra pela primeira vez.
Armstrong rapidamente adaptou-se ao estilo mais controlado de Henderson e os outros músicos rapidamente tomaram Armstrong como um músico emocional e natural. Durante esta altura, Armstrong efetuou várias gravações, arranjadas por um seu velho amigo de Nova Orleães, o pianista Clarence Williams, estas incluíam concertos de banda Williams Blue Five (na qual Armstrong entrava), alguns solos de jazz e uma série de acompanhamentos com tocadores de Blues, incluindo Bessie Smith, Ma Rainey e Alberta Hunter. Armstrong regressou a Chicago em 1925 devido à sua mulher, que queria incentivá-lo a prosseguir com a sua carreira. Ele gostou muito de Nova Iorque e admitiu que a Henderson Orchestra era bastante limitada. Ele começou a fazer gravações com o seu próprio nome com os famosos Hot Five e Hot Seven, produzindo grandes êxitos como Potato Head Blues, Muggles (uma referência à marijuana) e West End Blues.
O grupo incluía Kid Ory (trombone), Johnny Dodds (clarinete), Johnny St. Cyr (banjo), a mulher de Armstrong e, normalmente, nenhum tamborista. Sobre Armstrong, St. Cyr disse: "One felt so relaxed working with him...he always did his best to feature each indidual" ("Todos relaxavam ao trabalhar com ele...ele fazia sempre o seu melhor para realçar cada um dos membros da banda.") As suas gravações com o pianista Earl "Fatha" Hines e a introdução de Armstrong em West End Blues permanecem as mais famosas influências na história do Jazz. Armstrong era agora livre para desenvolver o seu estilo pessoal como ele quisesse.
Armstrong também tocou com "Erskine Tate's Little Symphony", no teatro de Vendome. Eles forneceram música para filmes mudos e shows ao vivo, incluído versões de música clássica "jazzeadas" entre as quais Madame Butterfly, o que proporcionou a Armstrong experiência com novos tipos de música e atuações perante uma grande audiência. Tornaram-se a banda de Jazz mais famosa nos Estados Unidos. Após separar-se de Lil, Armstrong começou a tocar no café Sunset para Joe Glaser, um associado de Al Capone. Na Carrol Dickerson Orchestra, com Earl Hines no piano, que rapidamente foi transformada na Louis Armstrong's Stompers,  Armstrong fez amizade vitalícia com Hines e dirigiu, pela primeira vez, um grupo musical.
Armstrong regressou a Nova Iorque em 1929, onde ele tocou na orquestra do musical Hot Chocolate e fez uma participação especial na banda de Charles John Degoniah. Ele começou a trabalhar no Connie's Inn em Harlem, o segundo clube nocturno mais famoso da Grande Maçã. Armstrong teve também um sucesso considerável com as gravações vocais, incluindo versões das famosas músicas compostas pelo seu velho amigo Hoagy Carmichael. As suas gravações de 1930 ganharam vantagem total devido ao "ribbon microphone" (microfone de peito) sobre todas as outras gravações de bandas da época, com menos qualidade. A mais famosa foi "Stardust", que até hoje permanece uma das gravações com mais lucro de Armstrong.

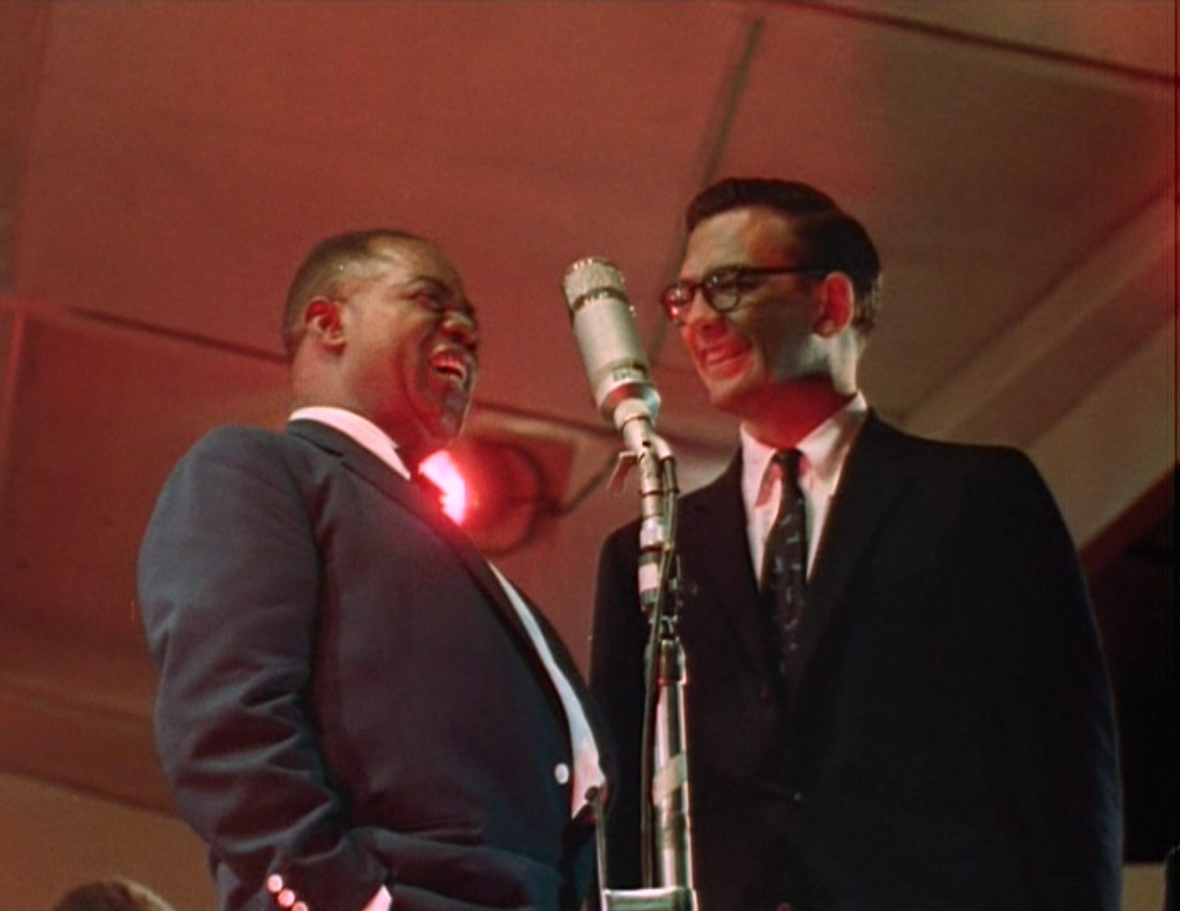
Louis Armstrong e Willis Conover no Festival de jazz de Newport em 1958

A Grande Depressão nos anos 1930 atacou de forma violenta o jazz. Bix Beiderbecke faleceu e a banda de Fletcher Henderson dispersou-se. Muitos músicos deixaram de tocar nos clubes noturnos e alguns deixaram mesmo de ser músicos. King Oliver fez algumas gravações, mas não tiveram êxito nenhum. Sidney Bechet tornou-se alfaiate e Kid Ory regressou a Nova Orleães para criar galinhas. Armstrong deslocou-se para Los Angeles em 1930 à procura de novas oportunidades. Ele tocou no New Cotton Club em L.A. com Lionel Hampton nos tambores. Em 1931 Armstrong apareceu no seu primeiro filme: Ex-Flame. Ele regressou a Chicago em dezembro de 1931 e tocou nas bandas de Guy Lombardo e Raphael Minsby onde foi relembrado pelo público. Viajou por quase todos os estados e em março de 1934 regressou a Nova Orleães, onde foi recebido como um herói. Ele patrocinou uma equipa de basquetebol local, a "Armstrong's Secret Nine", e deram o seu nome a um tipo de cigarro. Mas pouco tempo depois, ele regressou à estrada e foi novamente esquecido, o que fez com que ele fugisse para a Europa.

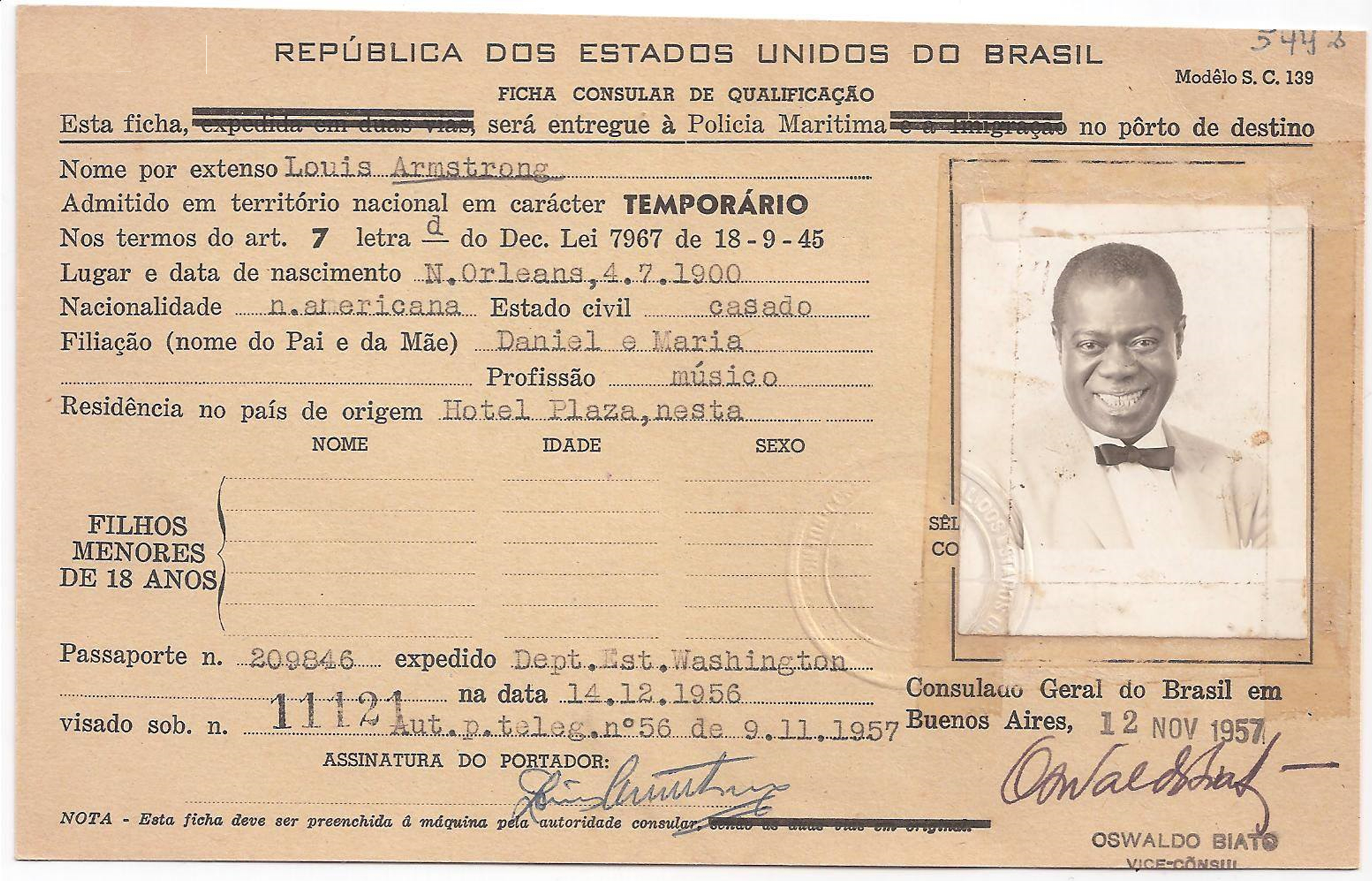
Ficha consular de Louis Armstrong em visita ao Brasil, em 1957, quando se encontrou pessoalmente com Pixinguinha. Arquivo Nacional

Ao regressar aos E.U.A., ele tomou várias longas e exaustivas digressões. O seu agente, Johnny Collins, fez com que Armstrong ficasse com pouco dinheiro. Ele despediu-o e contratou Joe Glaser, que resolveu as suas dívidas e os seus processos. Ele regressou ao cinema e participou do programa de rádio de Rudy Vallée, em que ele entrevistava muitos músicos e tocava alguns solos. Amstrong chegou a substituir Vallée como host do programa em 1937, tornando-se o primeiro afro-americano a apresentar um programa nacional de rádio nos EUA. Divorciou-se de Lil em 1938 e se casou com a sua nova namorada, Alpha. Após muitos anos na estrada, ele fez residência em Queens, Nova Iorque, em 1943 com a sua quarta mulher, Lucille. Apesar de alguns ataques racistas (roubar o correio, atirar pedras à casa) integrou-se com os negros e alguns brancos do seu bairro.
Durante os trinta anos seguintes da sua vida, Armstrong tocou inúmeros solos, com inúmeras bandas e participou de filmes. Em 1967 gravou What a Wonderful World, talvez a música mais associada a Armstrong.
Enfrentou na época algumas críticas por parte dos ativistas negros norte-americanos pelo fato de não militar mais ativamente no movimento dos direitos civis. Porém é preciso lembrar que, naquela época, Louis já se aproximava dos 60 anos de idade e pertencia a uma geração diferente daquela que estava assumindo a linha de frente dos protestos e da militância no final dos anos 50 e ao longo dos anos 60. Em épocas mais recentes, Armstrong passou a ser reconhecido como um artista que militava pelos direitos civis, ainda que usando sua arte como meio para isso.

### OsAll Stars

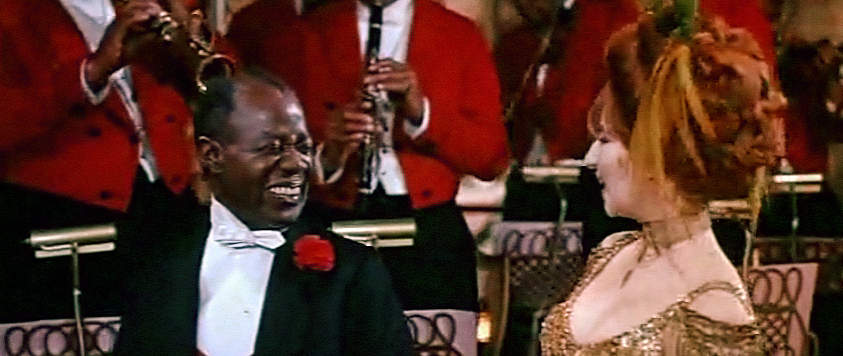
Screenshot de Louis Armstrong e Barbra Streisand em trailer do filme Hello, Dolly! (1969)

O agente de Armstrong, Joe Glaser, acabou com uma banda que ele tinha formado, e recomendou a Armstrong a criação de uma nova banda formada por pessoas amigas. O grupo chamou-se "The All Stars" e incluía Earl "Fatha" Hines, Barney Bigard, Edmond Hall, Jack Taegerdon, Jesmiah Burt, Trummy Young, Arvell Shaw, Billy Kyle, Marty Napoleon, Big Sid Catlett, Cozy Cole, Barrett Deems e Danny Barcelona.
Em 1964 ele atingiu o maior recorde de vendas, ultrapassando ainda as suas antigas gravações com "Hello, Dolly!". A música ficou em primeiro lugar nos Top 10, fazendo com que Armstrong, com 63 anos de idade, a pessoa mais idosa a conseguir tal feito, destronando até os Beatles, que estavam, por 14 semanas seguintes, em 1º lugar. Antes de morrer, em 1971, andou por todos os continentes, exceto Oceania e a Antárctica, em digressão, ganhando o nome de "Embaixador Satch".

## Características da sua música
Nos seus primeiros anos, Armstrong foi mais conhecido por tocar corneta e trompete. Também nos seus primeiros anos, notabilizou-se pela gravação dos discos "Louis Armstrong Hot Five and Hot Seven Sessions" entre 1925 e 1928 com seus grupos "Hot Five" e "Hot Seven". Essas gravações, notadamente seus solos, estabeleceram um padrão que ainda hoje é seguido por outros músicos.

## O fim de Satchmo

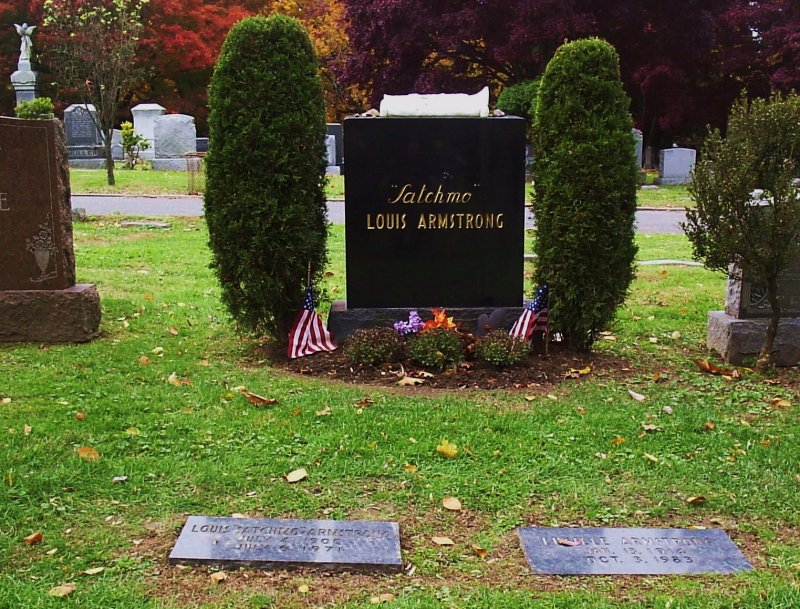
Túmulo de Louis Armstrong em Flushing, Nova York

Louis Armstrong morreu de ataque cardíaco em 6 de Julho de 1971 com  69 anos em Corona, Queens, Nova Iorque, 11 meses após tocar o seu último solo na Sala Imperial do Waldorf-Astoria. As suas últimas palavras foram: "I had my trumpet, I had a beautiful life, I had a family, I had Jazz. Now I am complete." ("Eu tive o meu trompete, uma vida linda, uma família, o Jazz. Agora estou completo."). Encontra-se sepultado no Cemitério Flushing, em Flushing, Nova York.

## Discografia

### Singles
| Ano  | Título                                                                               | Gravadora                           |
| ---- | ------------------------------------------------------------------------------------ | ----------------------------------- |
| 1923 | "Froggie Moore" / "Chimes Blues"                                                     | Gennett 5135                        |
| 1923 | "Mandy Lee Blues" / "I'm Going Away to Wear You off My Mind"                         | Gennett 5134                        |
| 1923 | "Riverside Blues" / "Mabel's Dream" [Take 1]                                         | Claxtonola 40292                    |
| 1924 | "Prince of Wails" [Take 2] / "Mandy Make Up Your Mind" [Take 2]                      |                                     |
| 1926 | "Gut Bucket Blues" / "Yes! I'm in the Barrel"                                        | OKeh 8261                           |
| 1926 | "Oriental Strut" / "You're Next"                                                     | OKeh 8299                           |
| 1926 | "Muskrat Ramble" / "Heebie Jeebies"                                                  | OKeh 8300                           |
| 1926 | "Georgia Grind" / "Come Back, Sweet Papa"                                            | OKeh 8318                           |
| 1926 | "Dropping Shucks" / "Who'sit"                                                        | OKeh 8357                           |
| 1927 | "Big Fat Ma and Skinny Pa" / "Sweet Little Papa"                                     | OKeh 8379                           |
| 1927 | "King of the Zulus" / "Lonesome Blues"                                               | OKeh 8396                           |
| 1927 | "Big Butter and Egg Man from the West" / "Sunset Cafe Stomp"                         | OKeh 8423                           |
| 1927 | "You Made Me Love You" / "Irish Black Bottom"                                        | OKeh 8447                           |
| 1927 | "Skid-Dat-De-Dat" / "Jazz Lips"                                                      | OKeh 8436                           |
| 1927 | "Wild Man Blues" / "Gully Low Blues"                                                 | OKeh 8474                           |
| 1927 | "Alligator Crawl" / "Willie the Weeper"                                              | OKeh 8482                           |
| 1927 | "Keyhole Blues" / "Melancholy Blues"                                                 | OKeh 8496                           |
| 1927 | "Potato Head Blues" / "Put 'Em Down Blues"                                           | OKeh 8503                           |
| 1927 | "Weary Blues" / "That's When I'll Come Back to You"                                  | OKeh 8519                           |
| 1928 | "Hotter Than That" / "Savoy Blues"                                                   | OKeh 8535                           |
| 1928 | "Struttin' with Some Barbecue" / "Once in a While"                                   | OKeh 8566                           |
| 1928 | "West End Blues" / "Fireworks"                                                       | OKeh 8597                           |
| 1928 | "A Monday Date" / "Sugar Feet Strut"                                                 | OKeh 8609                           |
| 1929 | "Ain't Misbehavin'"                                                                  | OKeh 8714                           |
| 1930 | "I Ain't Got Nobody (And Nobody Cares for Me)" / "Rockin' Chair"                     | OKeh 8756                           |
| 1930 | "If I had a Talking Picture of You" / "St. Louis Blues"                              | OKeh                                |
| 1930 | "I'm a Ding Dong Daddy from Dumas" / "I'm in the Market for You"                     | Odeon 36141                         |
| 1930 | "Song of the Islands" / "Blue Turning Grey Over You"                                 | Odeon 36039                         |
| 1931 | "When It's Sleepy Time Down South"                                                   | OKeh 41504                          |
| 1933 | "Laughin' Louie" / "Tomorrow Night"                                                  | Bluebird B-5363                     |
| 1938 | "Elder Eatmore's Sermon on Generosity" / "Elder Eatmore's Sermon on Throwing Stones" | Decca 15043                         |
| 1938 | "Shadrack" / "Jonah and the Whale"                                                   | Decca 1913                          |
| 1939 | "Jeepers Creepers" / "What Is This Thing Called Swing?"                              | Decca 2267                          |
| 1940 | "Marie" / "Sleepy Time Gal"                                                          | Decca 3291                          |
| 1946 | "Endie" / "Do You Know What It Means to Miss New Orleans"                            | RCA Victor 20-2087                  |
| 1949 | "Blueberry Hill" / "That Lucky Old Sun"                                              | Decca 24752                         |
| 1950 | "La Vie en rose" / "C'est si bon"                                                    | Decca 27113                         |
| 1951 | "(When We Are Dancing) I Get Ideas" / "A Kiss to Build a Dream On"                   | Decca 27720                         |
| 1952 | "It Takes Two to Tango" / "I Laughed at Love"                                        | Decca 28394                         |
| 1962 | "Mack the Knife" / "The Faithful Hussar"                                             | CBS CA 281.144 [França]             |
| 1964 | "Hello, Dolly" / "A Lot of Livin' to Do"                                             | Kapp KL-1364 [US]                   |
| 1967 | "What a Wonderful World" / "Cabaret"                                                 | ABC 10982 [vinil de 7 polegadas]    |
| 1968 | "What a Wonderful World" / "Cabaret"                                                 | His Master's Voice [Great Britain]  |
| 1968 | "I Will Wait for You" / "Talk to the Animals"                                        | [vinil de 7 polegadas]              |
| 1969 | "We Have All the Time in the World" / "We Have All the Time in the World"            | IME – 269870 [vinil de 7 polegadas] |

### Álbuns originais
Estes LPs e EPs foram lançados durante a vida de Armstrong e continham gravações originais de estúdio e/ou ao vivo. As informações do ano e do rótulo são para o primeiro lançamento em vinil, salvo indicação em contrário. Informações adicionais, como o número de faixas, são fornecidas apenas quando necessário para distinguir entre diferentes lançamentos sob o mesmo título. Na maioria dos casos, o número de lançamentos de CD listados é limitado, com preferência dada à gravadora que lançou originalmente o álbum.
| Ano  | Título                                                        | Gravadora                              |
| ---- | ------------------------------------------------------------- | -------------------------------------- |
| 1944 | Jazz Classics                                                 | Brunswick B-1016                       |
| 1951 | Satchmo at Symphony Hall                                      | Decca DL 3087/8038                     |
| 1951 | Satchmo at Pasadena                                           | Decca                                  |
| 1954 | Louis Armstrong Plays W.C. Handy                              | Columbia CL 591 [11 faixas]            |
| 1954 | Louis Armstrong and the Mills Brothers, Volume One            | Decca ED 2113 [4 faixas]               |
| 1955 | Satch Plays Fats: A Tribute to the Immortal Fats Waller       | Columbia CL 708 [9 faixas]             |
| 1955 | Louis Armstrong at the Crescendo, Vol. 1                      | Decca                                  |
| 1955 | Satchmo Sings                                                 | Decca DL 8126                          |
| 1956 | Louis Armstrong and Eddie Condon at Newport                   | Columbia CL-931                        |
| 1956 | Satchmo the Great                                             |                                        |
| 1956 | An Evening with Louis Armstrong and His All Stars..Vols 1 & 2 |                                        |
| 1956 | Louis Armstrong and His All Stars – Ambassador Satch          | Columbia CL 840                        |
| 1956 | Ella and Louis                                                | Verve MG V-4003                        |
| 1957 | Ella and Louis Again                                          | Verve MGV 4006-2 [double LP]           |
| 1957 | Louis Armstrong Meets Oscar Peterson                          | Verve [12 tracks]                      |
| 1957 | Louis Under the Stars                                         | Verve MGV 4012                         |
| 1957 | Louis and the Angels                                          | Decca                                  |
| 1958 | Porgy & Bess                                                  | Verve MGV 4011-2 [double LP]           |
| 1958 | Louis and the Good Book                                       | Decca DL 8741 [12 faixas]              |
| 1959 | Satchmo in Style                                              | Decca                                  |
| 1959 | The Five Pennies                                              | London SAH-U 6044                      |
| 1959 | Satchmo Plays King Oliver                                     | Audio Fidelity ST 91058                |
| 1960 | I've Got the World on a String                                | [10 faixas]                            |
| 1960 | Bing & Satchmo                                                | MGM E3882P                             |
| 1961 | Recording Together for the First Time                         | Roulette SR52074 [10 faixas]           |
| 1961 | The Great Reunion                                             |                                        |
| 1962 | The Real Ambassadors                                          | Columbia OL 5850 [15 faixas]           |
| 1964 | Hello, Dolly!                                                 | Kapp KL-1364 [mono], KS-3364 [estéreo] |
| 1968 | Here's Louis Armstrong                                        | MCA & MCA Coral                        |
| 1968 | Disney Songs the Satchmo Way                                  | Buena Vista STBV 4044                  |
| 1968 | I Will Wait for You                                           | Brunswick BL 754136                    |
| 1968 | What a Wonderful World                                        | ABC ABCS 650                           |
| 1969 | The One and Only                                              | Vocalion VL 73871                      |
| 1970 | Louis 'Country & Western' Armstrong                           | Avco Embassy Records IT 80 959         |
| 1971 | Louis Armstrong and His Friends                               | Flying Dutchman Records AM 12009       |

### Lançamentos póstumos
Estes LPs e CDs foram lançados após a morte de Armstrong em 1971:
- Louis Armstrong in Prague Lucerna Hall 1965 (Panton, 1979) – relançado em CD em 2000 pela Columbia
- Portrait of the Artist as a Young Man: 1923-1934 (Legacy / Columbia, 1994; Sony Music, 2001)
- Louis Armstrong's All Time Greatest Hits (MCA, 1994)
- 16 Most Requested Songs (Columbia/Legacy, 1994)
- Louis Armstrong Hot Five and Hot Seven Sessions
  - Hot Fives & Sevens (JSP, 1998)
  - The Complete Hot Five & Hot Seven Recordings (Columbia/Legacy)
- Struttin' (Drive Archive, 1996) – 8 de fevereiro de 1947 concerto com Edmond Hall's All-Stars
- The Complete Ella Fitzgerald & Louis Armstrong on Verve (1997) – reembalagem de Ella and Louis, Ella and Louis Again, e Porgy and Bess
- relançamentos de Together For The First Time and The Great Reunion
  - The Great Summit: The Master Takes (2001)
  - Louis Armstrong and Duke Ellington: The Great Summit/Complete Sessions (2000) – inclui CD adicional
- The Legendary Berlin Concert (Jazzpoint, 2000) – 22 de março de 1965 concerto com Billy Kyle, Tyree Glenn, Eddie Shu, Arvell Shaw e Danny Barcelona
- The Katanga Concert (Milan, 2000) – concerto inédito em novembro de 1960 em Katanga, África com Trummy Young, Barney Bigard, Billy Kyle, Arvell Shaw, Danny Barcelona e Velma Middleton. Também contém 17 faixas que foram lançadas anteriormente em um dos dois CDs anteriores de Milão, Blueberry Hill (Gravado em 17 de maio de 1962 em Nice, França) e What a Wonderful World: The Elizabethtown Concert (Gravado em novembro de 1960 em Elisabethville, África)
- The Definitive Collection (Hip-O/Verve, 2006)
- Live in Amsterdam 1959 (Ais Records, 2011)
- The Complete Decca Studio Recordings of Louis Armstrong and the All-Stars (Mosaic Records, 1993)[36]
- The Complete Louis Armstrong Decca Sessions 1935–1946 (Mosaic Records, 2009)[37]
- The Columbia & RCA Victor Live Recordings of Louis Armstrong & The All-Stars (Mosaic Records, 2013)[38]
- The Complete Louis Armstrong Columbia & RCA Victor Studio Sessions 1946–66 (Mosaic Records, 2021)[39]
- Louis Wishes You a Cool Yule (Verve Records/UMe, 2022)[40]
- Louis In London (Verve Records/UMe, 2024)[41]

## Filmografia
- 1930 - Ex-Flame
- 1932 - Black and Blue
- 1932 - I’ll Be Glad When You’re Dead
- 1936 - Pennies From Heaven
- 1937 - Artists & Models
- 1937 - Every Day Is a Holiday
- 1938 - Dr. Rhythm
- 1938 - Going Places
- 1943 - Cabin in the Sky
- 1944 - Show Business at War
- 1944 - Jam Session
- 1944 - Atlantic City
- 1945 - Pillow to Post
- 1947 - New Orleans
- 1948 - A Song Is Born
- 1950 - Young Man with a Horn
- 1950 - I am in the Revue
- 1951 - The Strip
- 1952 - Glory Alley
- 1953 - The Road to Happiness
- 1953 - The Glenn Miller Story
- 1956 - High Society
- 1957 - Roses Are For Ladies
- 1958 - Satchmo, the Great (documentário)
- 1959 - The Night Before the Premiere
- 1959 - The Five Pennies
- 1959 - The Beat Generation
- 1959 - La Paloma
- 1959 - Koerlighedens Melodi
- 1960 - Jazz on a Summer’s Day
- 1961 - Paris Blues
- 1961 - Auf Wiedersehen
- 1965 - When the Boys Meet the Girls
- 1969 - Hello, Dolly!